# Fogo (Cap-Vert)
Pour les articles homonymes, voir Fogo.

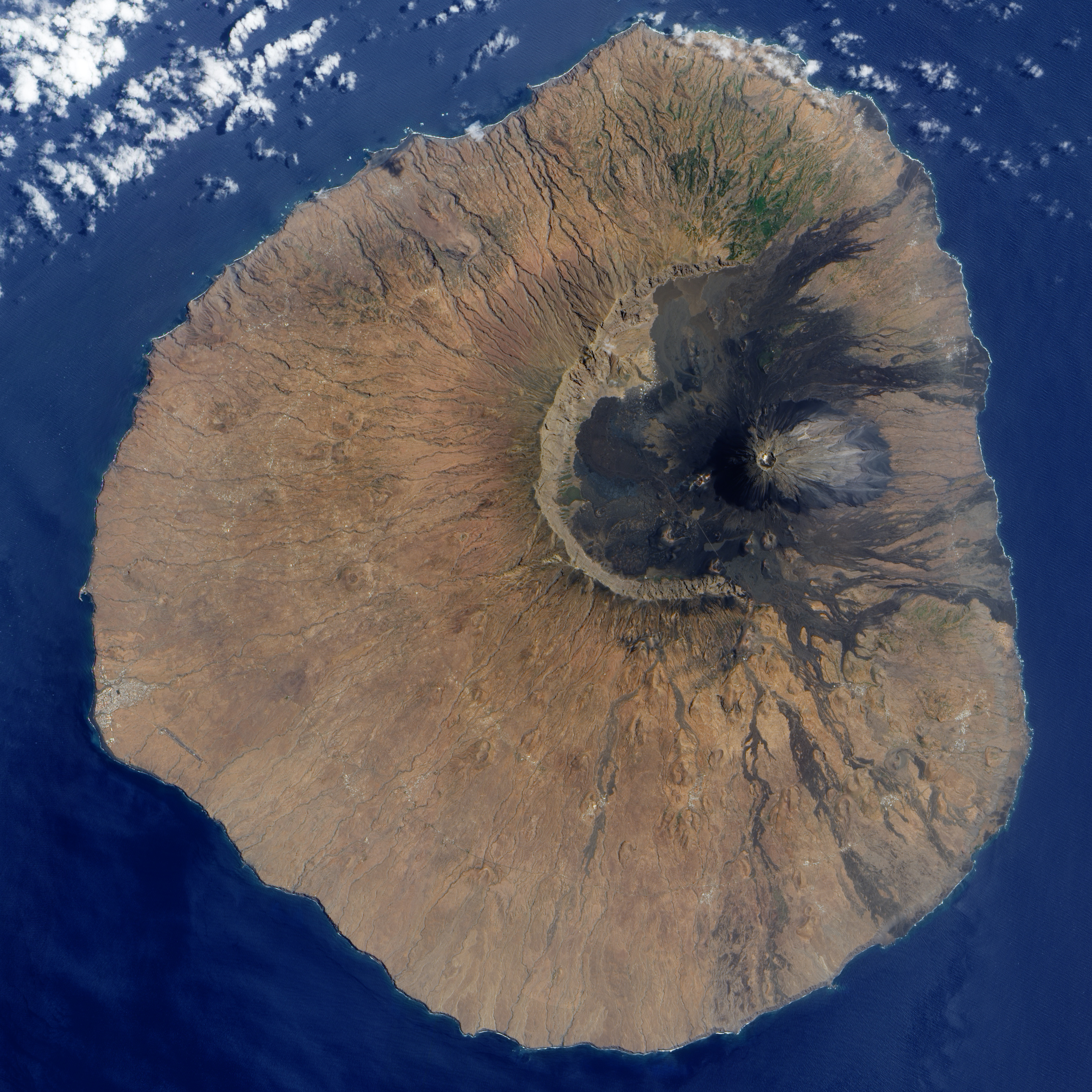
Image satellite.

Fogo (en créole capverdien: Fógu ou Fogu) est une île située dans le sud de l'archipel du Cap-Vert. Elle appartient au groupe d’îles de Sotavento et se situe à l'ouest de l'île de Santiago. Depuis 2020, l'île abrite une réserve de biosphère reconnue par l'UNESCO.

## Géographie
Fogo, avec l'île de Brava et le mont sous-marin de Cadamosto (en), se trouve sur la plaque commune du Cap-Vert, séparé de l'île la plus proche de Santiago par des eaux profondes.
Le fond de l'Atlantique se situe à environ 5 300 m sous le niveau de la mer.

### Orographie
La quasi-totalité de l'île est un volcan actif dont la dernière éruption remonte à 2014. Elle présente une caldeira de 9 km de large, avec des parois de 1 kilomètre de haut. Cette caldeira présente une brèche sur son bord est et un grand pic s'élève au centre. Le cône central est le point culminant de l'île et son sommet est environ 100 m plus haut que la paroi de la caldeira. La lave du volcan a atteint la côte orientale de l’île à certaines époques historiques.
Une petite ville, appelée Chã das Caldeiras, est située au pied du volcan. Ses habitants sont évacués périodiquement en cas d'éruptions.

### Volcan
Le volcan qui domine l'île volcanique, le Pico do Fogo, est un volcan actif. Sa dernière éruption remonte à 2015. Son altitude de 2 829 m en fait le plus haut sommet de l'archipel du Cap-Vert. Sur ses pentes est produit le vin de Fogo, unique vin produit sur l'archipel du Cap Vert de nos jours.

## Histoire
Fogo fut découverte le 1er mai 1460 par le capitaine génois Antonio de Noli. L'histoire de Fogo est associée au rythme capricieux du volcan qui change le paysage au gré de ses éruptions. Les Portugais s'installèrent en 1500 sur l'île, qui comptait une importante population d'esclaves.
L'île commence à se peupler au XVe siècle en exploitant le coton pour fabriquer des pagnes qui servaient de monnaie d'échange contre des esclaves.
La grande éruption de 1680 poussa une grande partie de la population à émigrer vers l'île voisine de Brava. En 1785, l'éruption a déposé de la lave dans la partie nord-est de l'île, la faisant croître, là où se trouve aujourd'hui la ville de Mosteiros. Par la suite, se sont produites les éruptions de 1799, 1847, 1852 et 1857. Près d’un siècle plus tard, l’éruption de 1951 a eu lieu et la dernière éruption du XXe siècle a eu lieu en 1995. Le 23 novembre 2014, une nouvelle  éruption a eu lieu
L'émigration a commencé en 1850, notamment vers l'Amérique du Nord.
La révolution civile de 1910 au Portugal a ramené l'aristocratie et les propriétaires fonciers au Portugal. Il existe un petit musée à Fogo qui illustre cette trajectoire historique.

## Administration

### Subdivisions administratives
L'île est découpée en trois municipalités (concelhos). La plus étendue est la municipalité de São Filipe. Les deux autres sont celles de Mosteiros et de Santa Catarina do Fogo.
Les municipalités sont divisées en Freguesias.
| Île  | Municipalités          | Freguesias                 |
| ---- | ---------------------- | -------------------------- |
| Fogo | São Filipe             | São Lourenço               |
| Fogo | São Filipe             | Nossa Senhora da Conceição |
| Fogo | Santa Catarina do Fogo | Santa Catarina do Fogo     |
| Fogo | Mosteiros              | Nossa Senhora da Ajuda     |

### Autres localités
- Achada Furna
- Achada Grande
- Atalaia
- Bangaeira
- Campanas
- Chã das Caldeiras
- Cova Figueira
- Cova Matinho
- Coxo
- Cisterno
- Curral Grande
- Estância Roque
- Fajãzinha
- Figueira Pavão
- Fonsaco
- Fonte Aleixo
- Furna
- Galinheiros
- Lomba
- Patim
- Monte Grande
- Monte Largo
- Monte Preto
- Mosteiros
- Ponta Verde
- Ribeira Ilhéu
- Relva
- Ribeira Filipe
- Salto
- Santo António
- São Jorge
- São Lourenço
- Vicente Dias

## Population
La population est d'environ 37 000 habitants, et la principale activité de l'île est la culture des fruits, du café, des légumes et la viticulture.
Depuis 1580, l'évolution démographique de Fogo a été :
| 1580  | 1650  | 1720  | 1800  | 1890   | 1930   | 1940   |
| ----- | ----- | ----- | ----- | ------ | ------ | ------ |
| 1 200 | 2 500 | 5 000 | 8 000 | 20 225 | 21 563 | 22 914 |

| 1950   | 1960   | 1970   | 1980   | 1990   | 2000   | 2010   |
| ------ | ------ | ------ | ------ | ------ | ------ | ------ |
| 17 520 | 25 457 | 29 692 | 31 115 | 33 902 | 37 421 | 37 051 |

| Histogramme de l'évolution démographique de Fogo |        |
| \| 1580 \| 1 200 \| \| 1650 \| 2 500 \| \| 1720 \| 5 000 \| \| 1800 \| 8 000 \| \| 1890 \| 20 225 \| \| 1930 \| 21 563 \| \| 1940 \| 22 914 \| \| 1950 \| 17 520 \| \| 1960 \| 25 457 \| \| 1970 \| 29 692 \| \| 1980 \| 31 115 \| \| 1990 \| 33 902 \| \| 2000 \| 37 421 \| \| 2010 \| 37 051 \| |        |
| 1580 | 1 200  |
| 1650 | 2 500  |
| 1720 | 5 000  |
| 1800 | 8 000  |
| 1890 | 20 225 |
| 1930 | 21 563 |
| 1940 | 22 914 |
| 1950 | 17 520 |
| 1960 | 25 457 |
| 1970 | 29 692 |
| 1980 | 31 115 |
| 1990 | 33 902 |
| 2000 | 37 421 |
| 2010 | 37 051 |

## Nature

### Agriculture
Seules les hauteurs et les pentes du côté nord-est sont vertes toute l'année, tandis que par ailleurs, les régions sèches désertiques et steppiques prédominent. En tant qu'île montagneuse la plus méridionale, Fogo reçoit le plus de précipitations des îles du Cap-Vert, ce qui rend possible une culture sèche irrégulière. Cependant, il n’existe pas de rivières qui transportent de l’eau toute l’année. Dans certaines fermes - par exemple dans le sud de l'île à Salto - les légumes (notamment le chou et les poivrons) sont cultivés à l'aide d'une irrigation artificielle. Les papayes et les tamarins poussent également bien ici. Les pentes des montagnes au nord-est de l’île sont utilisées pour la culture du café. La lave est utilisée par les habitants comme matériau de construction.

### Flore
On trouve plusieurs plantes endémiques sur Fogo: 
- Crabo-bravo (Erysimum caboverdeanum).
- Língua-de-vaca (Echium vulcanorum).
- Losna (Artemisia gorgonum), une plante médicinale avec un goût amer.
- Tortolho (Euphorbia tuckeyana).

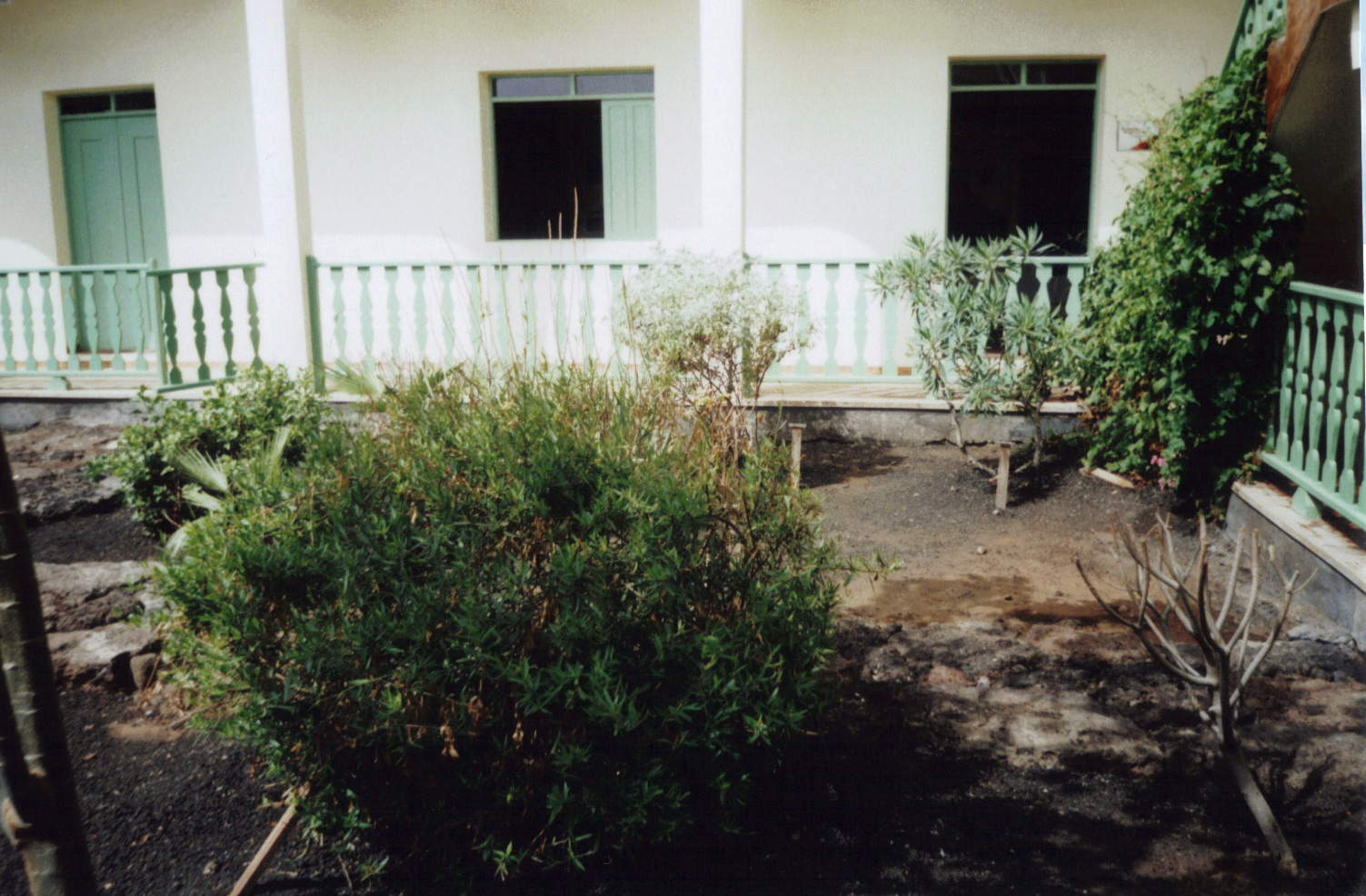
Des plantes endémiques dans le jardin du musée à São Filipe
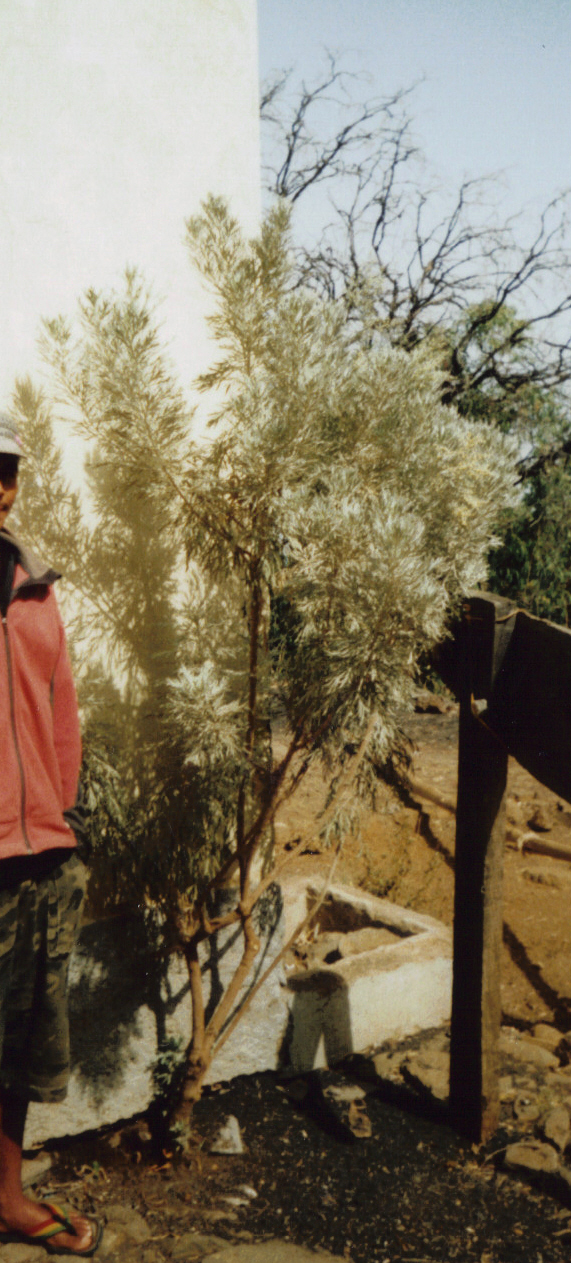
Losna[9].
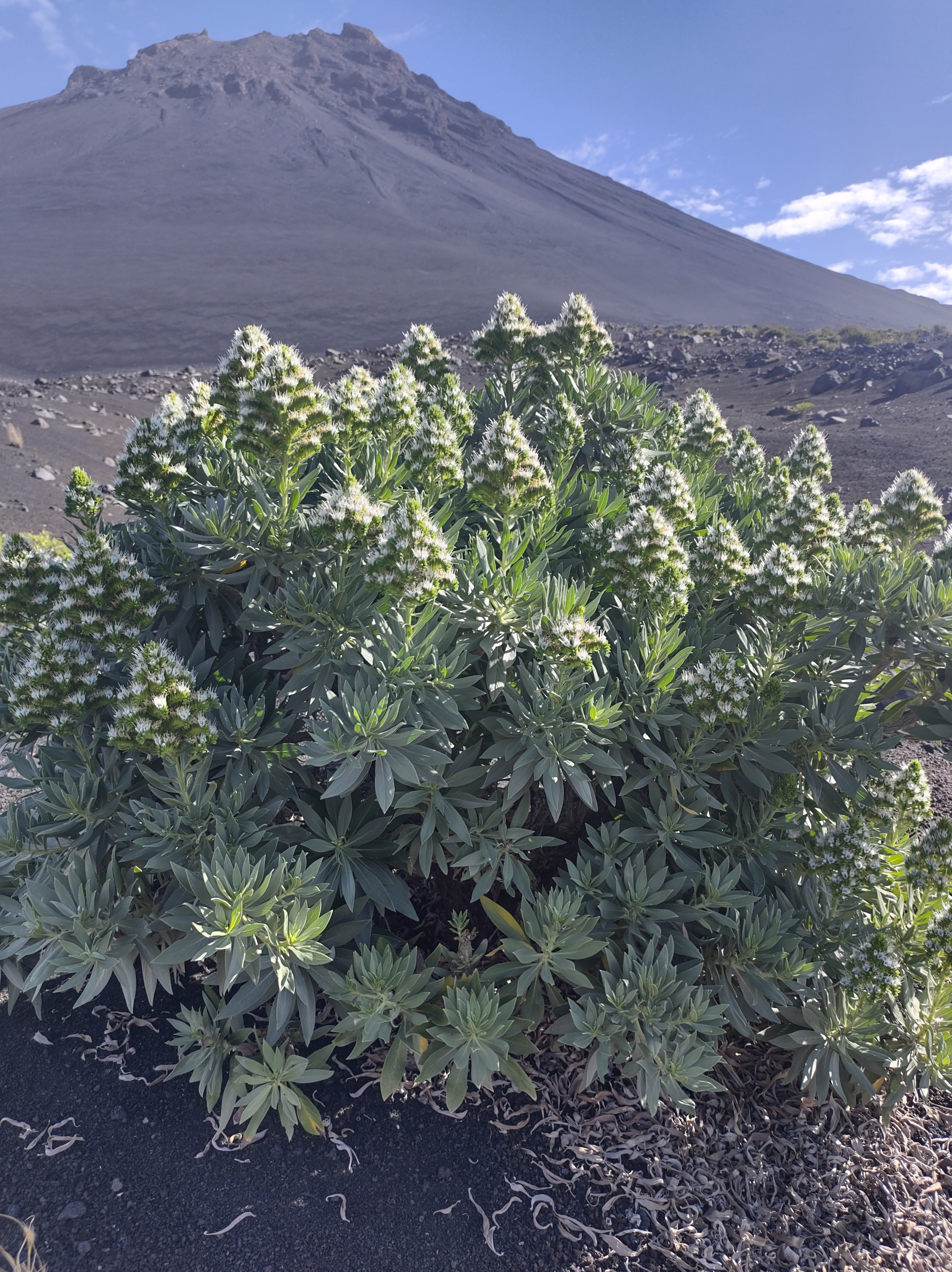
Echium Vulcanorum.
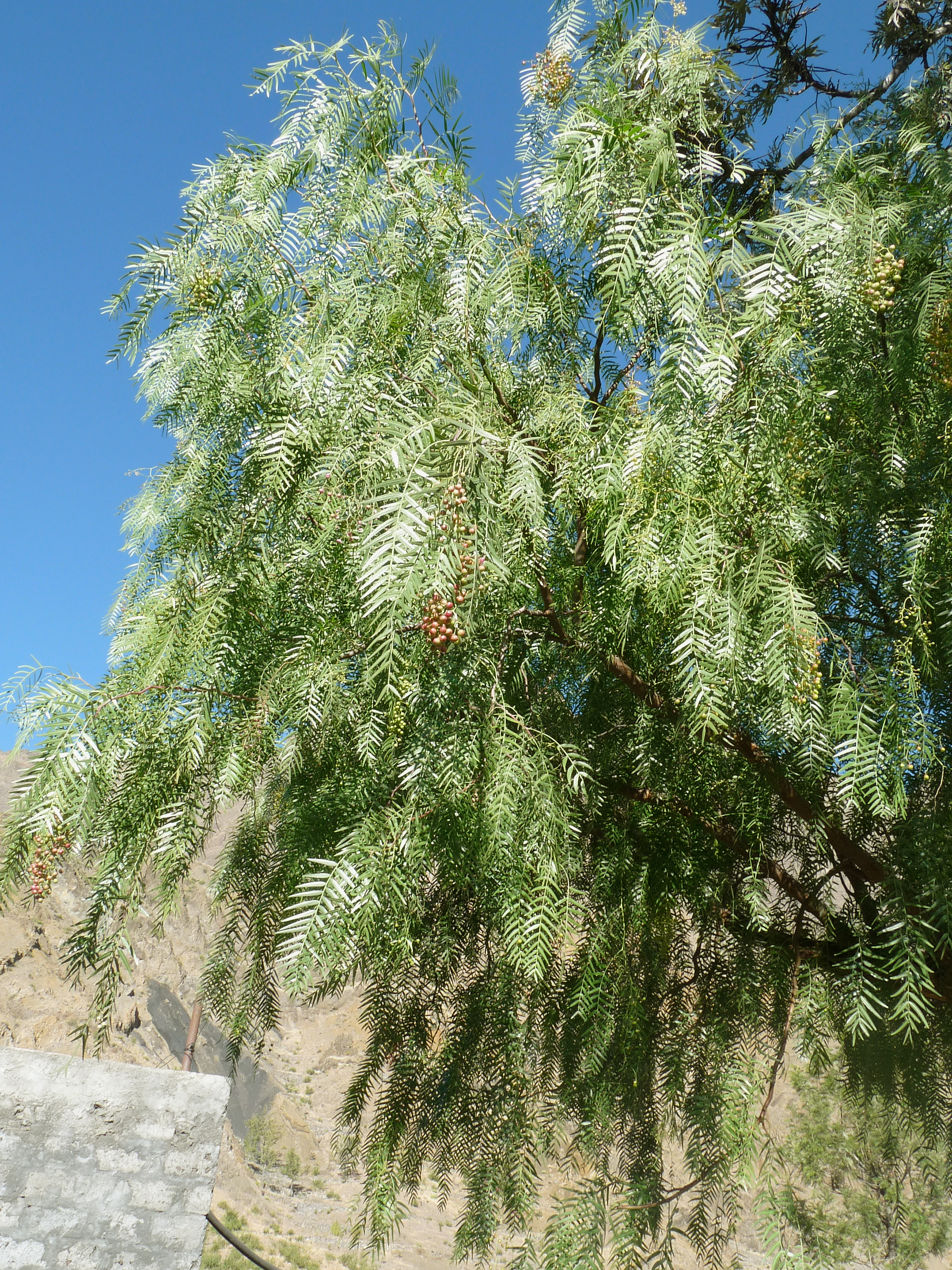
Faux-poivrier.
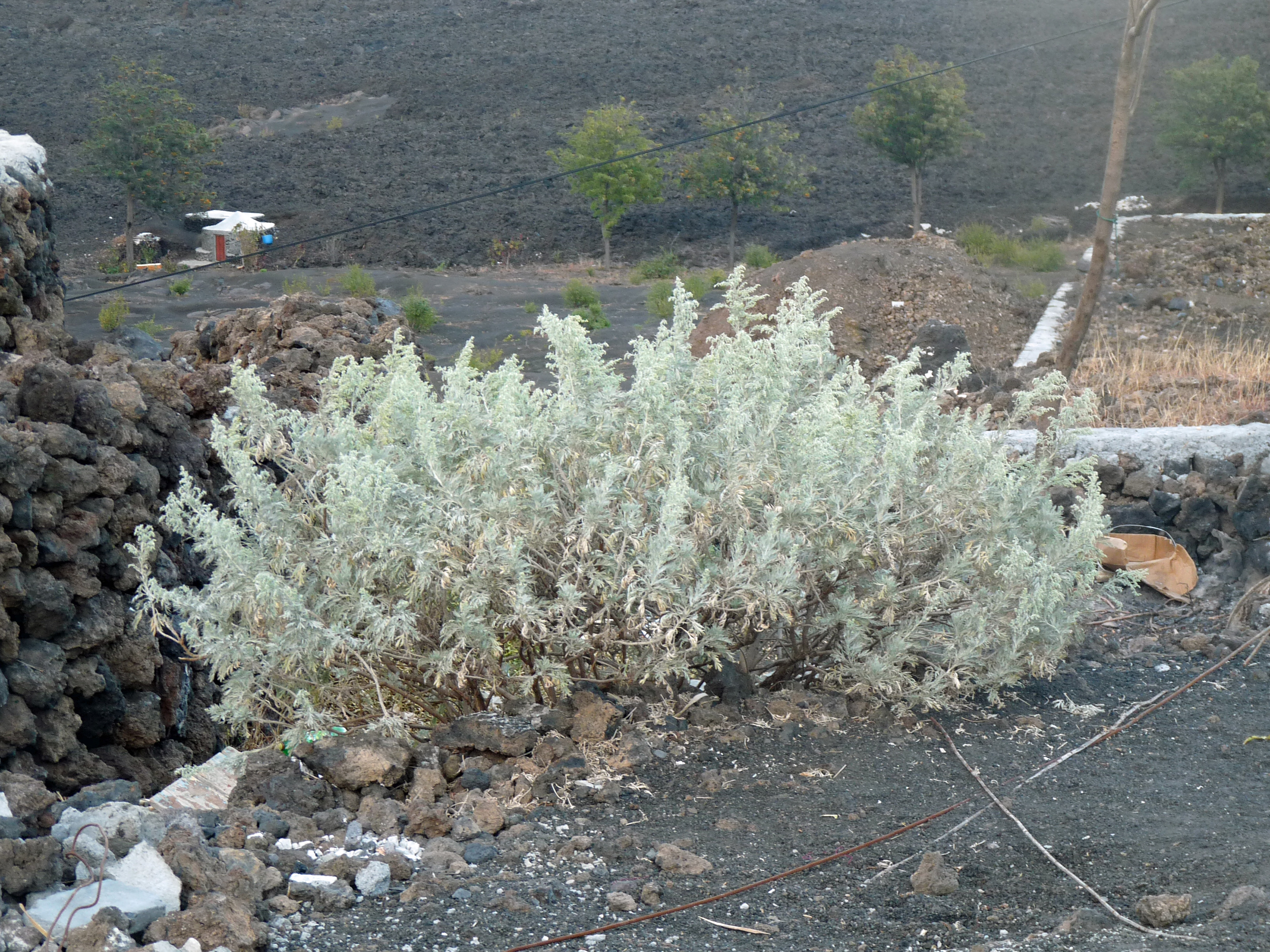
Artemisia gorgonum.

### Faune
L'île possède des espèces indigènes, en particulier des oiseaux et des reptiles, comme par exemple Hemidactylus lopezjuradoi et Chioninia vaillantii xanthotis ainsi que certaines tortues marines.

### Zone protégée
La Zone protégée est le parc naturel de Fogo, d’une superficie de 8 469 hectares, il abrite la zone du volcan, la caldeira et la zone voisine.

## Transport

### Transport aérien
L'île est reliée au reste du pays par l'aérodrome de São Filipe ; en raison de la courte longueur de sa piste, elle ne peut accueillir que de petits avions de type ATR de transport de passagers.

### Transport maritime
À 4 km au nord de la ville de São Filipe se trouve le Port de Vale de Cavaleiros, qui a été reconstruit en 2000 et a un tirant d'eau de 5 mètres.
Les liaisons sont irrégulières, hormis la desserte Praia-Fogo-Brava, qui est assurée tous les jours de l'année.

### Transport routier
Les routes nationales de Fogo sont:
| Route    | Parcours                                                                 |
| -------- | ------------------------------------------------------------------------ |
| EN1-FG01 | São Filipe - Galinheiro - Mosteiros - Cova Figueira - Patim - São Filipe |
| EN1-FG02 | São Filipe - Vale de Cavaleiros                                          |
| EN2-FG01 | São Filipe - Aérodrome de São Filipe                                     |
| EN3-FG01 | EN1-FG01 - Figueira Pavão - Achada Furna - Monte Grande - Lomba          |
| EN3-FG02 | São Filipe - Tongom - Lomba                                              |
| EN3-FG03 | Patim - Monte Grande                                                     |
| EN3-FG04 | Salto - Monte Largo                                                      |
| EN3-FG05 | Achada Furna - Chã das Caldeiras                                         |
| EN3-FG06 | Tongom - Lagariça                                                        |
| EN3-FG07 | Cova Figueira - Estância Roque                                           |
| EN3-FG08 | Corvo - Relva                                                            |
| EN3-FG09 | Mosteiros - Pai António                                                  |

## Personnalités
- L'ancien Premier ministre et président du Cap Vert, Pedro Pires, est né sur l'île de Fogo.
- Également natif de l'île, l'écrivain Henrique Teixeira de Sousa lui a consacré une fresque familiale, Un domaine au Cap-Vert (Ilhéu de contenda)[12].
- Né à Grenoble, le comte Armand Fourcheut de Montrond (8 janvier 1844-13 juin 1900)[13], ingénieur, aventurier, s'est installé à Fogo et a contribué au développement de l'île. Il a eu une importante descendance subsistante de l'ordre d'une douzaine d'enfants avec 7 femmes différentes et son nom est porté au Cap-Vert[14].

## Galerie

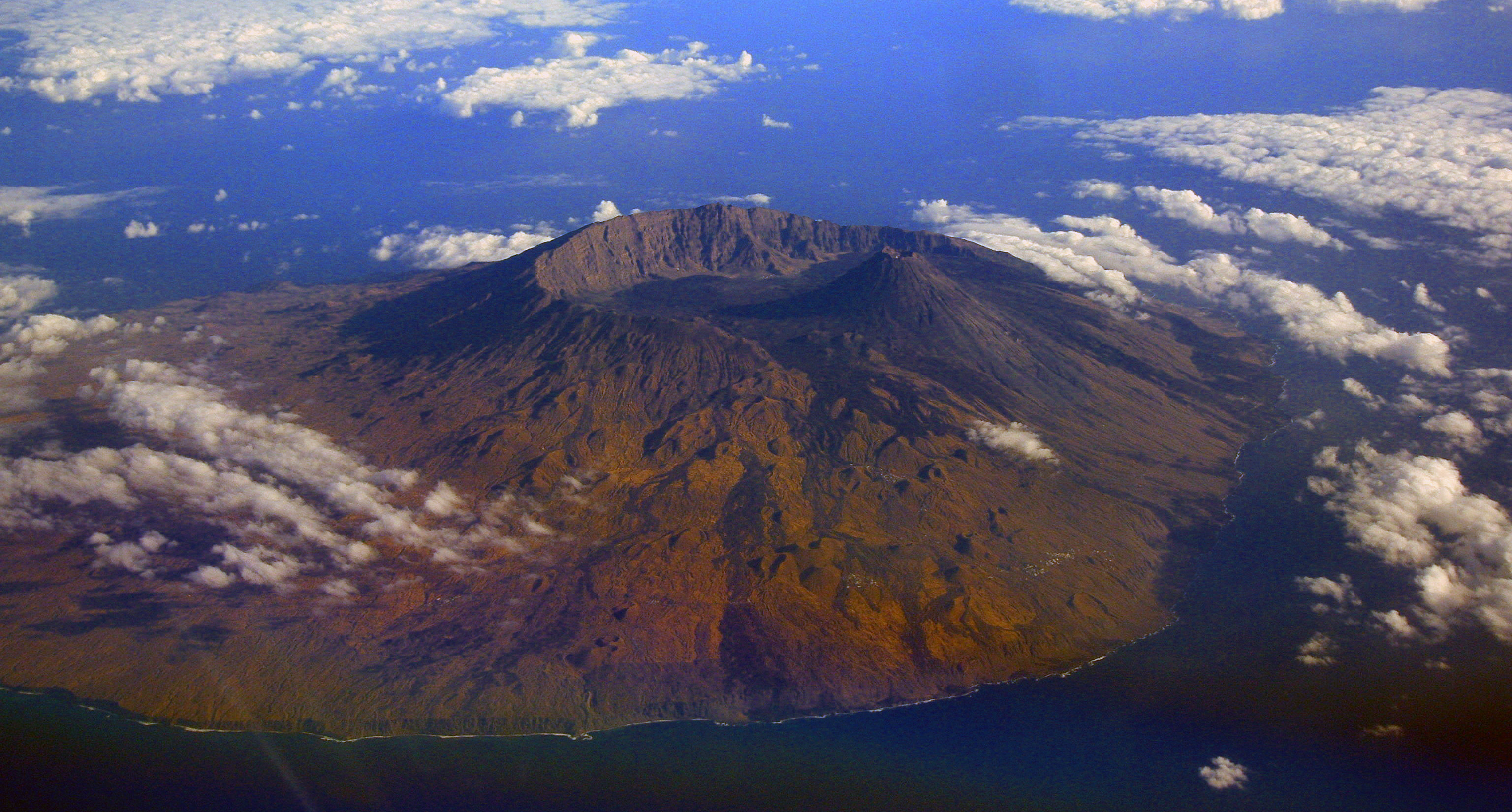
Vue aérienne.
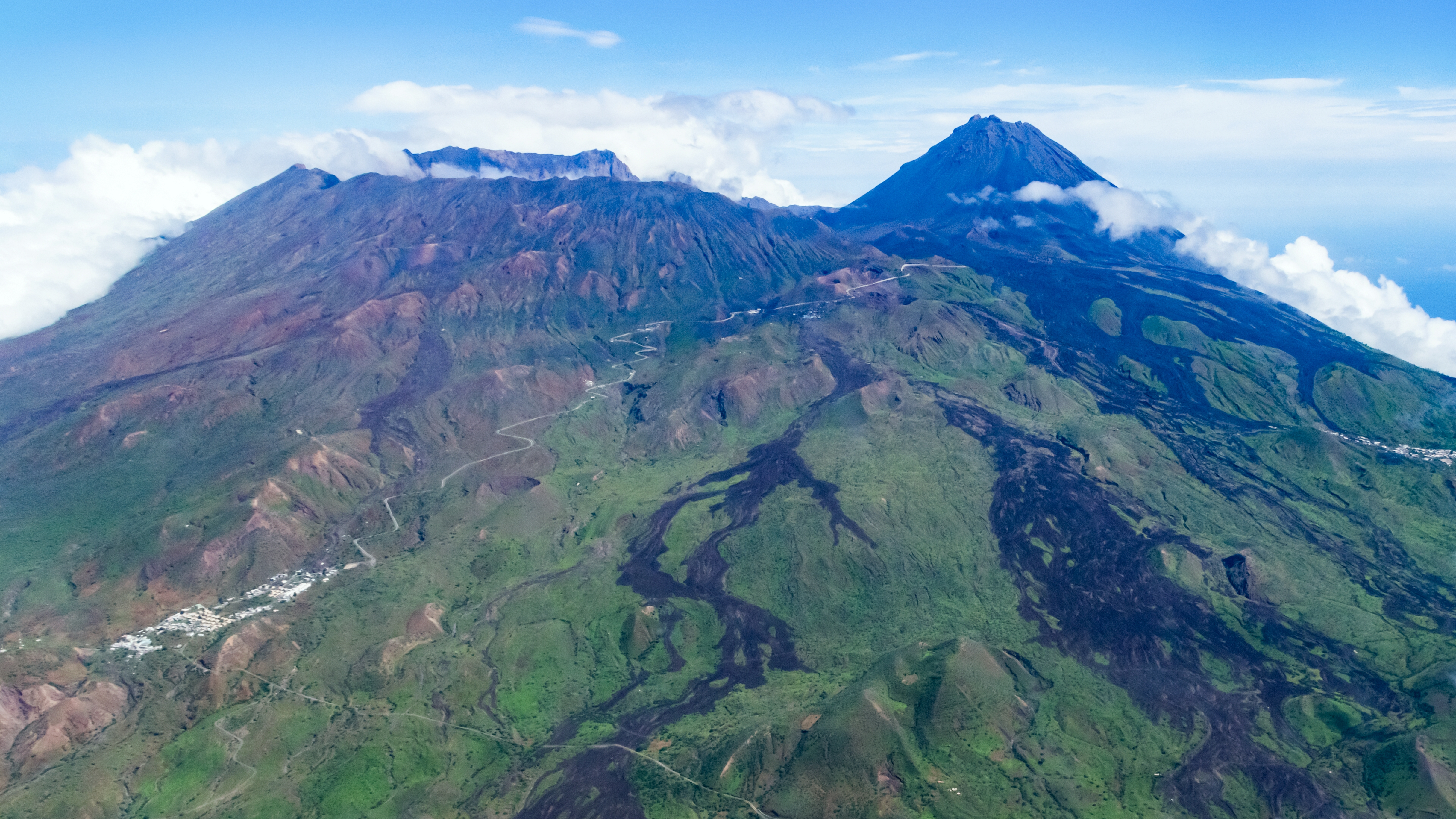
Vue aérienne.
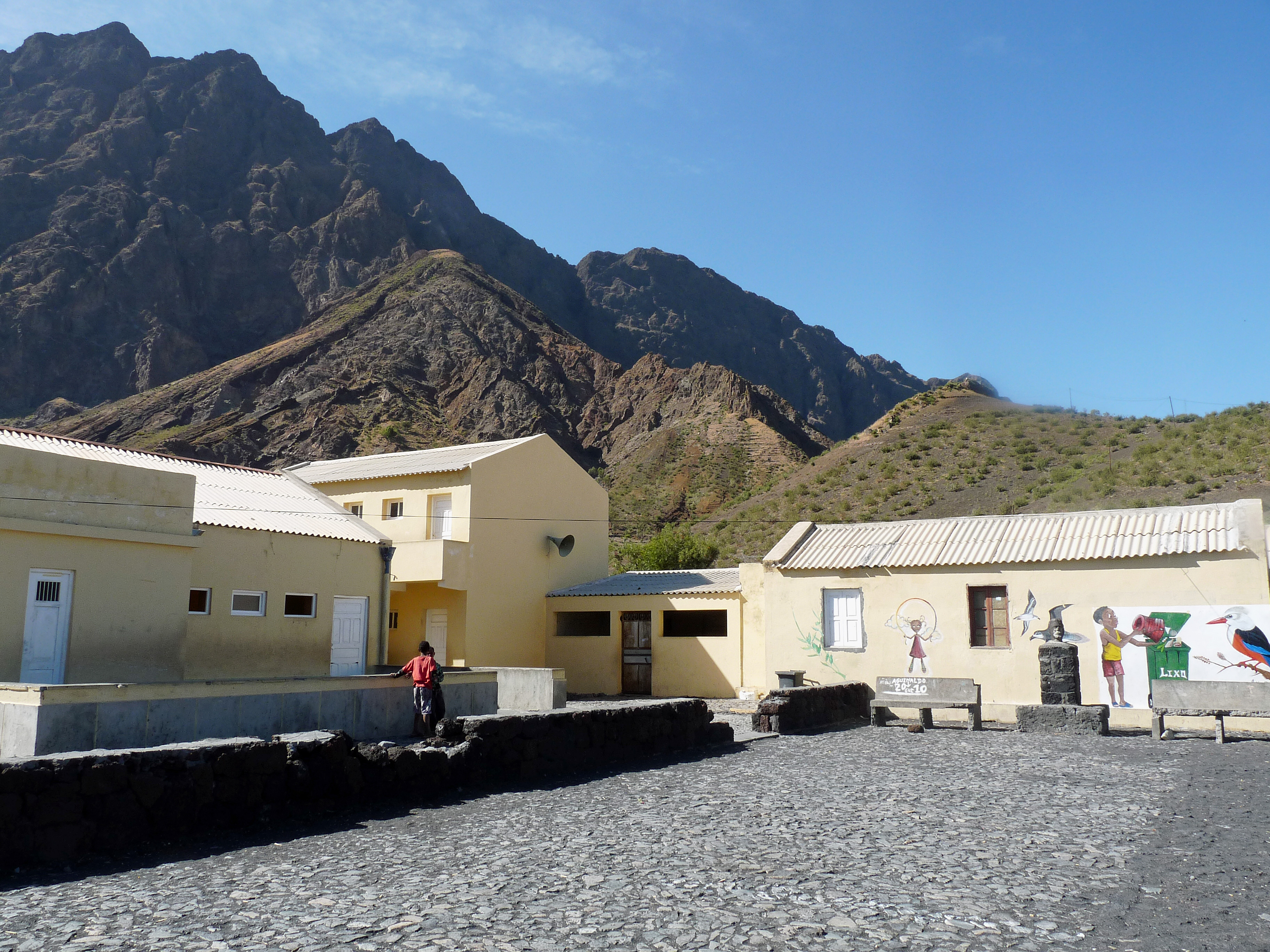
École primaire de Chã das Caldeiras.
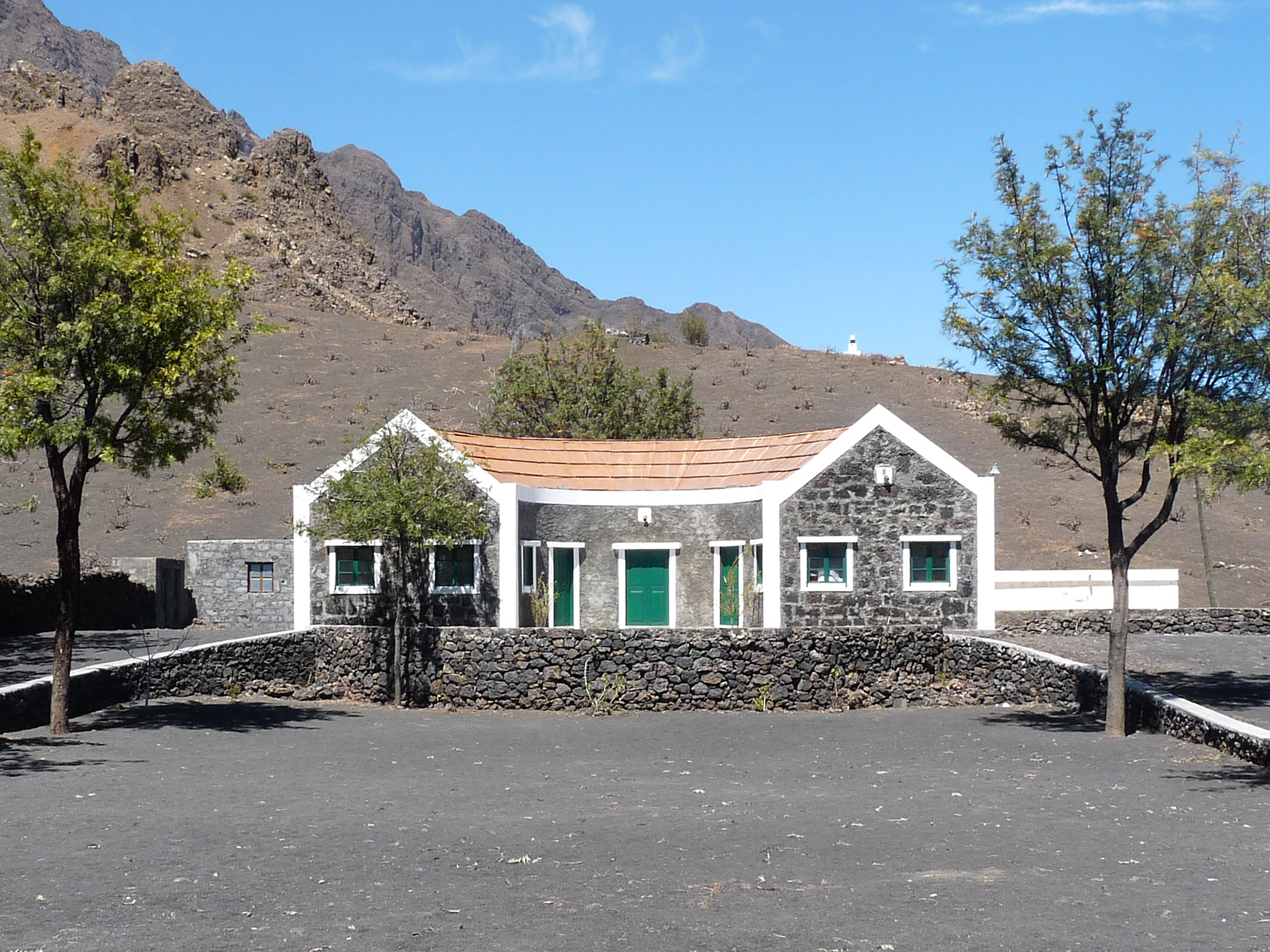
Église catholique de Portela.